# Brasseries de Bourbon

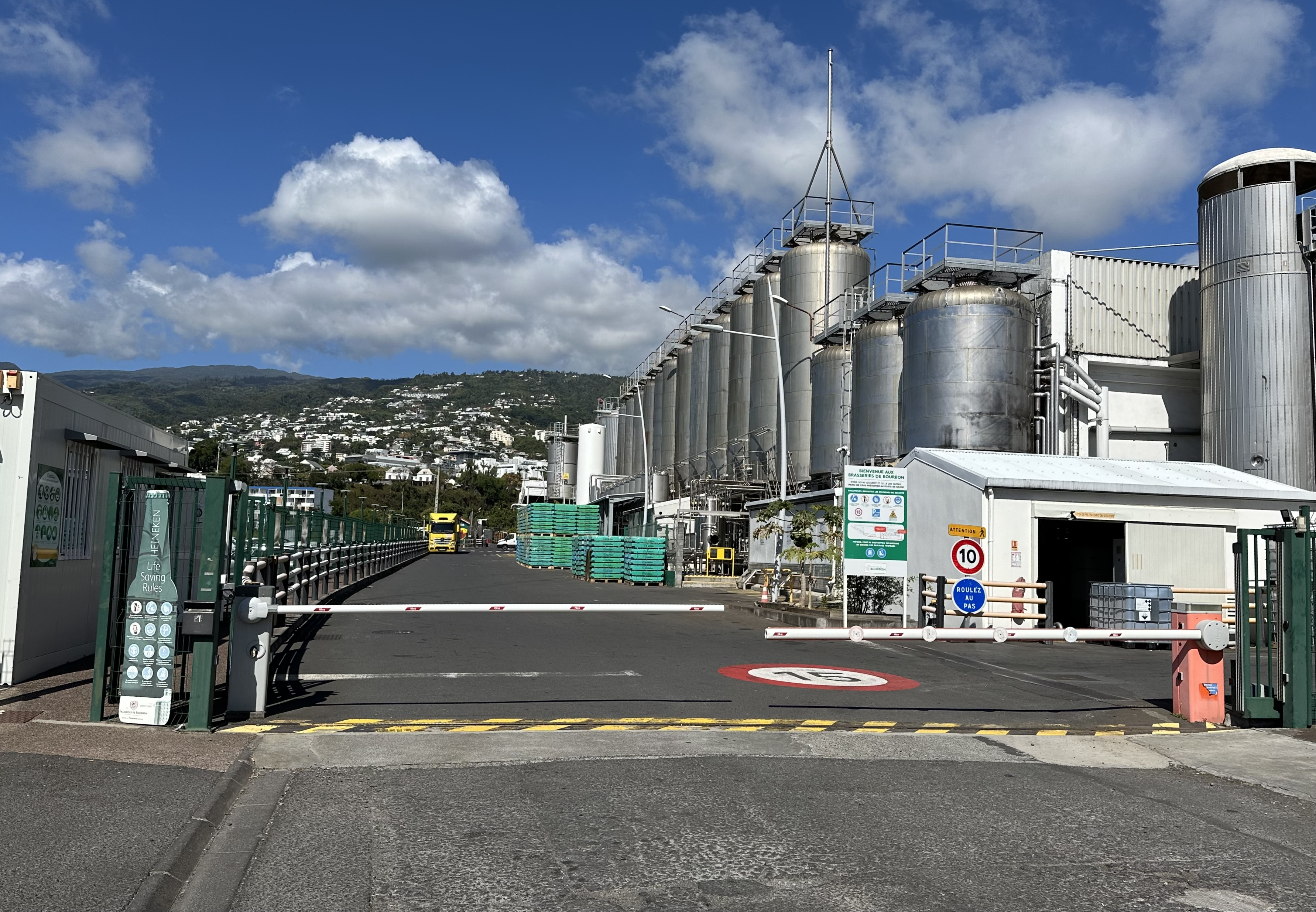
Eingang zur Brauerei, 2024

Die Brasseries de Bourbon  ist die einzige große Brauerei auf La Réunion. Der Name der Brauerei stammt vom früheren Namen des französischen Übersee-Départements ab, der „Bourbon“ lautete. Seit 1986 ist Heineken Mehrheitseigentümer der Brasseries de Bourbon.
Die Brauerei ist seit mehr als 50 Jahren Teil der Geschichte Réunions, prägt sie doch durch die allgegenwärtige Werbepräsenz den Alltag auf der Insel im Indischen Ozean. Der Name des produzierten Bieres lautet Bourbon, wird lokal aber fast ausschließlich als „Dodo“ bezeichnet und vermarktet (benannt nach dem ausgestorbenen Vogel Dodo).

## Geschichte

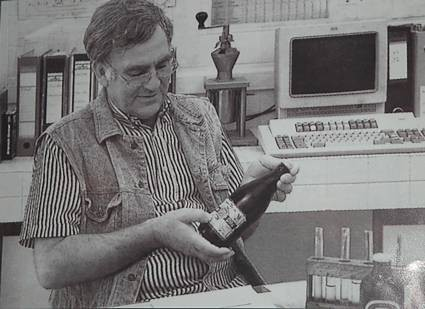
Gérard Avanzini, erster Braumeister der Brasseries de Bourbon

Erste Versuche, auf Réunion qualitativ hochwertiges Bier zu brauen, gehen auf das Jahr 1960 zurück. Ein lokaler Unternehmer namens Vernon King Stevenson hatte die Idee zur Gründung einer Brauerei, da er seit 1958 nur Coca-Cola produzierte und eine Produktdiversifizierung anstrebte. Die Errichtung der Brauerei erfolgte schließlich mit Unterstützung des Braumeisters Gérard Avanzini sowie technischem Know-how durch den deutschen Brauer Haase. Das erste Bier wurde am 9. Juni 1963 produziert und unter dem Namen „Dodo Pils“ in 0,75-Liter-Flaschen verkauft. Im Jahr 1970 beschloss die Brauerei die Umbenennung des Bieres in den noch heute bestehenden Namen „Bourbon“, allerdings konnte sich dieser Name nicht durchsetzen. Selbst heute nach über 40 Jahren wird das Bier auf Réunion fast ausschließlich als „La Dodo“ bezeichnet.

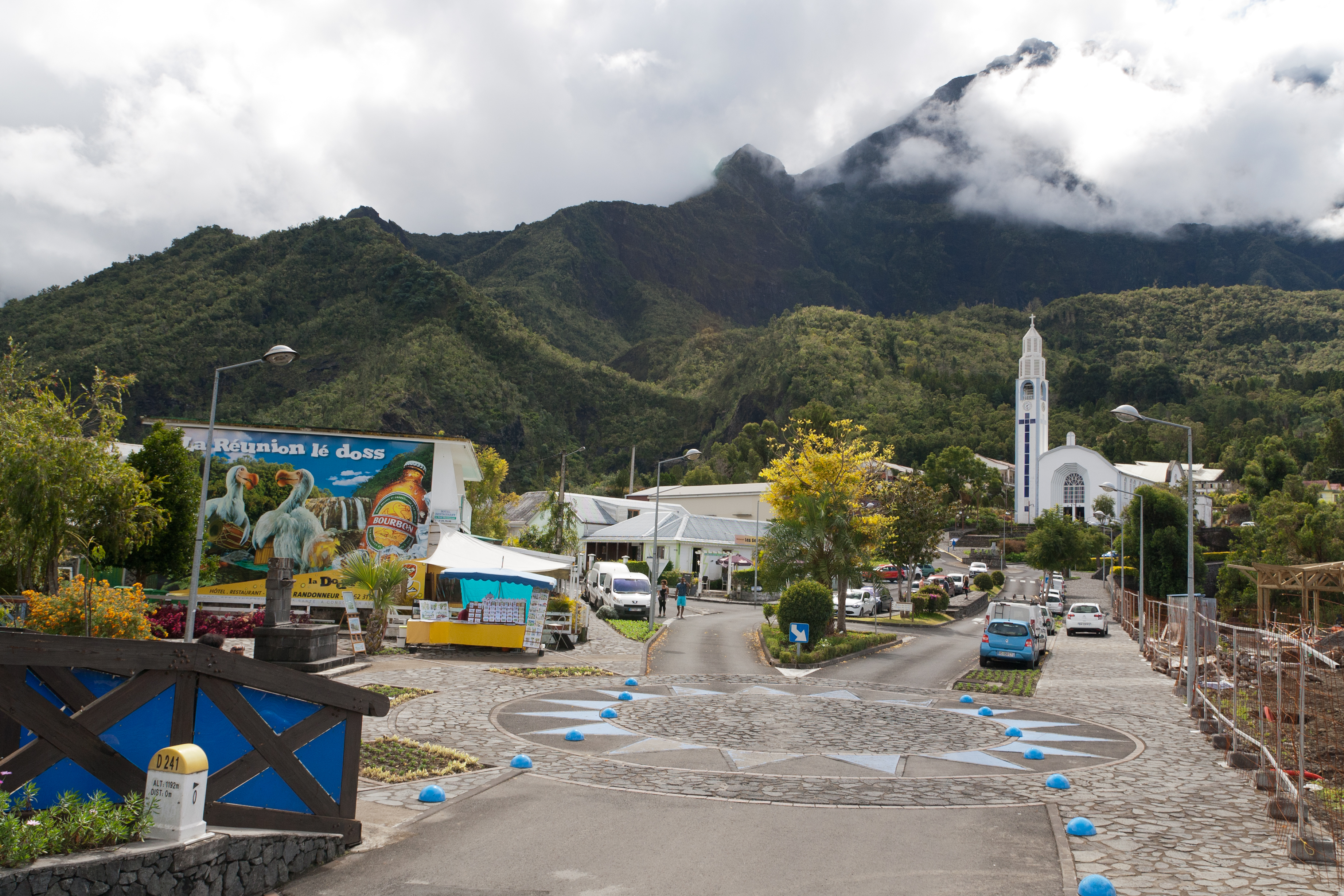
Bierwerbung in Cilaos

Die Brauerei behielt zwar stets den offiziellen Namen bei, allerdings wird es unter dem kreolischen Werbeslogan „La dodo lé la“ („Der Dodo ist hier“) vermarktet. Das Bier ist auf Réunion allgegenwärtig und sehr populär, seit 2005 gibt es mit dem Maison de la Bière Dodo in Saint-Denis ein eigenes Museum. Durch den Einstieg des Brauereikonzerns Heineken im Jahr 1986 erfolgte eine Modernisierung der Brauerei mit dem Ziel der Umsatzsteigerung. Heineken wurde nicht nur Mehrheitseigentümer bei Brasseries de Bourbon, sondern auch bei Bourbon Distribution Service und Societe Reunionnaise des Eaux Gazeuses. 1994 fusionierten diese drei Unternehmen schließlich zur Groupe Brasseries de Bourbon und produzierten fortan nicht nur Bier, sondern auch Softdrinks und Mineralwasser.
Nach technischen Neuerungen und Erweiterungen der Produktionskapazität 1987 und 1994 erfolgte eine weitere bedeutende Investition zur Produktionssteigerung 2012 zum 50sten Jahrestag der Unternehmensgründung. Mit einem Budget von 10,5 Millionen Euro wurde durch das deutsche Unternehmen Krones AG die Produktionsanlage erweitert und damit die Produktionskapazität nahezu vervierfacht. 2012 machte die Erzeugung von Softdrinks fast zwei Drittel der gesamten Produktion aus.

## Organisation

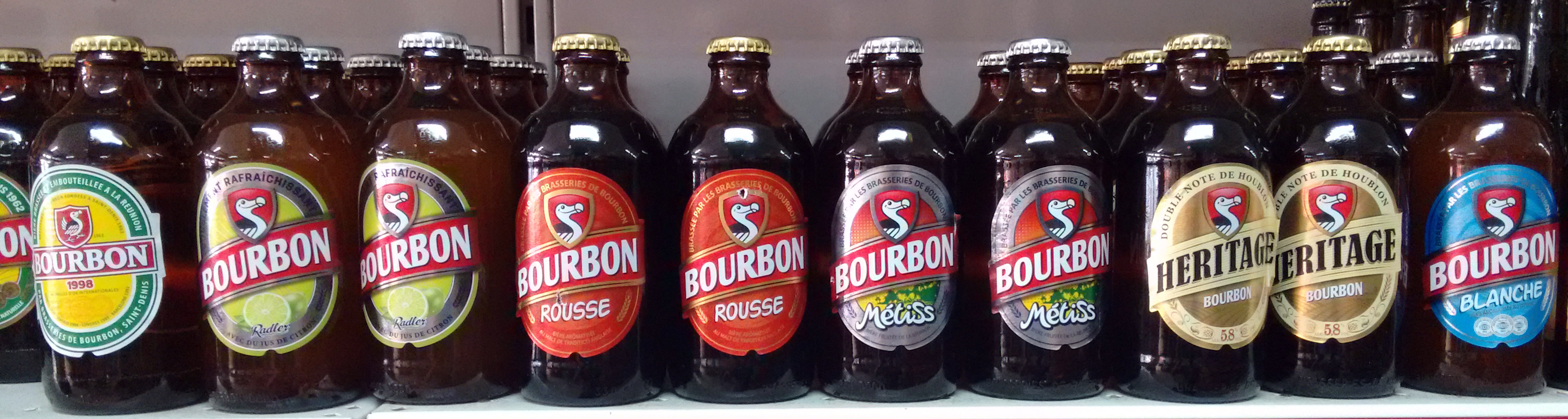
Diverse Bierprodukte der Brasseries de Bourbon

Die Heineken Gruppe hält mit 86 % der Aktien der Brasseries de Bourbon die Mehrheitseigentümerrechte am Unternehmen, in dem im Jahr 2012 ca. 260 Mitarbeiter beschäftigt waren. Diese verteilen sich auf drei Standorte: die Produktionsanlage am Quai Ouest 60 in Saint-Denis im Westen der Insel, sowie die beiden Logistikzentren in Sainte-Marie (Norden) und Saint-Pierre (Süden). Die Brasseries de Bourbon vertreibt oder produziert neben dem Bourbon Bier auch andere Biere und Getränke internationaler Gruppen (z. B. Heineken, Guinness, Dynamalt bzw. die Softdrinks Coca-Cola, Schweppes, Orangina). Die Produktpalette des Bourbon Biers reicht vom Pils („Bourbon“) über Weizenbier („Bourbon Rousse“) bis hin zu diversen Biermischgetränken („Bourbon Métis“, „Bourbon Blanche“, „Bourbon Radler“).